# The American Berlin Opera Foundation
The American Berlin Opera Foundation (ABOF) ist eine 1986 gegründete Stiftung mit Sitz in New York City.
Stiftungszweck ist die Förderung junger US-amerikanischer Opernsänger, die Vermittlung an europäische Opernhäuser sowie die Möglichkeit internationale Erfahrungen zu sammeln. Gefördert werden in den USA lebende Personen im Alter von 18 bis 30 Jahren. Gesponsert wird eine zehnmonatige Ausbildung an der Deutschen Oper Berlin, Sprachkurs am Goethe-Institut sowie Lebenshaltung über ein Stipendium mit 15.000 US-$.
Initiator der Stiftung war Götz Friedrich, Intendant der Deutschen Oper Berlin. Zu den 12 Gründungsmitgliedern gehörten auch die US-amerikanischen Sopranistin Karan Armstrong, die Ehefrau von Friedrich, Tassilo von Fürstenberg, Alard von Rohr, Alan B. Shepard u. a. Gründungspräsident war Bernd von Maltzan; derzeitige Präsidentin ist Amy R. Sperling.
Das Fundraising wird sichergestellt über Spenden, aber auch durch einen alljährlichen Opernball im University Club in New York City, an dem auch Prominente wie beispielsweise Plácido Domingo, Simon Estes, Kurt Masur, Luciano Pavarotti teilnahmen.